# Alchemilla buseriana
Alchemilla buseriana är en rosväxtart som beskrevs av Werner Hugo Paul Rothmaler. Alchemilla buseriana ingår i släktet daggkåpor, och familjen rosväxter. Inga underarter finns listade i Catalogue of Life.